# Plebejus major
Plebejus major är en fjärilsart som beskrevs av Tutt 1909. Plebejus major ingår i släktet Plebejus och familjen juvelvingar. Inga underarter finns listade i Catalogue of Life.